# Грасены
Грасены (рум. Grăseni, Грэсень) — село в Унгенском районе Молдавии. Наряду с селом Тодирешты входит в состав коммуны Тодирешты.

## География
Село расположено на высоте 74 метров над уровнем моря.

## Население
По данным переписи населения 2004 года в селе Грэсень проживает 863 человека (408 мужчин, 455 женщин).
Этнический состав села:
| Национальность | Число жителей | Процентный состав |
| -------------- | ------------- | ----------------- |
| молдаване      | 851           | 98.61             |
| украинцы       | 7             | 0.81              |
| русские        | 3             | 0.35              |
| румыны         | 1             | 0.12              |
| прочие         | 1             | 0.12              |
| Всего          | 863           | 100%              |